# Tribolium amplexum
Tribolium amplexum är en gräsart som beskrevs av Stephen Andrew Renvoize. Tribolium amplexum ingår i släktet Tribolium och familjen gräs. Inga underarter finns listade i Catalogue of Life.